# Horná Súča
Horná Súča (maďarsky Felsőszúcs) je obec na Slovensku v okrese Trenčín. Žije zde přibližně 3 300 obyvatel. Nachází se šestnáct kilometrů od Trenčína. Katastrální území obce hraničí s Českem.

## Historie
První písemná zmínka o vesnici je z roku 1208 a nachází se v darovací listině pro nitranského biskupa. V roce 1244 daroval král Béla IV. území Súče Bohumíru s přesně udělenými hranicemi. První zmínka o rozdělení Súče je v listině z dne 11. června 1439, kde se vzpomíná Veľká (Dolná) a Pustá (Horná) Súča. Kolem roku 1700 se Horná Súča osamostatnila od Dolné a postupně se rozrůstala.

## Přírodní poměry
Horná Súča leží v pohoří Bílé Karpaty. Nejnižším bodem katastru je údolí říčky Súčanky, která je přítokem Váhu (290 m). Nejvyšším bodem je vrch Javorník s nadmořskou výškou 783 m. Nižší vrchy jsou Čerešienky (758 m), Chabová (751 m), Košáre (700 m) a Fornáková (627 m).
Lesy jsou tvořeny převážně bukem, smrkem, dubem a modřínem opadavým. V okolí jsou bohaté naleziště orchidejovitých květů – zejména vstavače kukačky, kruštíku bahenního a prstnatce májového. Celá obec leží na území chráněné krajinné oblasti Biele Karpaty. Ve správním území obce leží přírodní rezervace Hornozávrská mokraď, Debšín a přírodní památky Včelíny a Podsalašie. Poblíž obce se nachází pramen Michala Rešetky, z něhož vyvěrá přírodní hydrouhličitanová mineralizovaná voda.

## Osady
Obec se skládá ze vsi Horná Súča a z kopanic Bojková, Čerešenky, Dolná Závrská, Drhákovci, Dúbrava, Horná Závrská, Jurovci, Krásny Dub, Kuciakovci, Mičákovci, Mituchovci, Repákovci, Stehlíkovci, Škundovci, Štefánkovci, Štetinovci, Tarabus, Trnávka, Včelíny a Vlčí vrch.
Krásný Dub je kopanice, která spadá pod samosprávu obce Horná Súča. Je složena ze dvou částí, které nejsou geograficky od sebe příliš vzdálené, ale komunikačně nejsou spojeny: Krásný Dub (nebo i U Krovinov) a U Cverenkov. Kopanice byla zasažena druhou světovou válkou, když nacisté vypálili sedm domů. Tuto událost připomíná památník.

## Symboly obce
Popis znaku: podobizna svatého Jana Nepomuckého s pěti hvězdami kolem hlavy na červeném pozadí, nalevo obrácený stříbrný půlměsíc a napravo slunce

## Pamětihodnosti

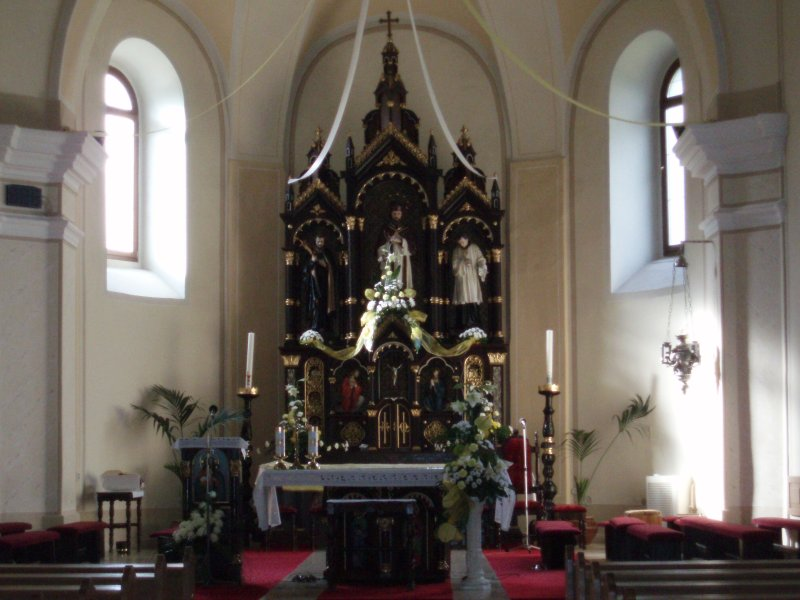
Oltář kostela svatého Jana Nepomuckého

- Římskokatolický kostel svatého Jana Nepomuckého se nachází přímo v Horné Súče. Dal ho postavit hrabě Jan Illesházy roce 1771, kdy vznikla i farnost a byla založena první škola. Později (1909) k němu byly přistavěny boční lodě. Původně byl barokního charakteru. Klasicistní oltář pochází z první poloviny 19. století. Ze stropu na pravé straně presbytáře visí věčné světlo z roku 1786. V pravé boční lodi se nachází menší jednodušší oltář z první poloviny 19. století. Ve výklenku stojí socha Madony z první poloviny 20. století a v druhé boční lodi je socha Božského srdce Ježíšova. Pod chorusem visí obraz Immaculaty z roku 1826. Je to nejstarší obraz v kostele. Za kostelem se nachází památník padlých v první světové válce.
- V části Dúbrava stojí kaple Panny Marie Sedmibolestné z roku 1993.
- Na Vlčím vrchu stojí kaple zasvěcená Panně Marii Růžencové.
- V blízkosti minerálního pramene Slatina stojí kaple svatého Michala.
- Krasín byl hradištěm v době bronzové, ve středověku na vrchu vybudovali pohraniční hrad, který hlídal přechod z Uherska na Moravu. Pravděpodobně ho dal vystavět Bogomir v době tatarského vpádu. Hrad byl zbořen roku 1550.

## Osobnosti
- Andrej Mesároš (1741–1812), představitel první generace Bernolákovců
- Michal Rešetka (1749–1854), římskokatolický kněz, náboženský spisovatel a editor
- Pavol Kristián Ranko (1865–1949), odlévač zvonů
- Juraj Fojtík (1925–1982), archivář